# ジョアン・セーザル・モンテイロ
ジョアン・セーザル・モンテイロ・サントス（João César Monteiro Santos、1939年2月2日 フィゲイラダフォス - 2003年2月3日 リスボン）は、ポルトガルの映画監督、俳優、映画批評家である。パウロ・ローシャとならぶ「ノヴォ・シネマ」の中心人物である。

## 来歴・人物
1939年2月2日、ポルトガル・コインブラ県のフィゲイラダフォスで生まれる。地方の中産階級家庭に生まれ、反牧師、反ファシスト的に育てられた。15歳のとき、彼の学業をつづけるために一家でリスボンに移住した。1963年にカルースト・グルベンキアン財団から助成を受けて渡英、ロンドン・フィルム・スクールに留学する。1965年に帰国、資金の問題によって完成までに5年の歳月を要したデビュー短篇『Quem Espera por Sapatos de Defunto Morre Descalço』（1970年）の準備を始めている。そのわずかの間に、ポルトガルの詩人に関するドキュメンタリー短篇『ソフィア・デ・メロ・ブレイナー・アンデルセン Sophia de Mello Breyner Andersen』（1969年）をつくった。また、『Imagem』、『Diário de Lisboa』、『O Século』といった定期刊行物に映画批評を書いた。
長篇デビュー作は『映画的施しの断片 Fragmentos de um Filme Esmola: A Sagrada Família』（1972年）である。1981年にはポルトガルに古くから伝わる民話を翻案した映画『シルヴェストレ Silvestre』を撮る。同作は第43回ヴェネツィア国際映画祭に出品され、彼の国際的な上映への重要なステップを築いた。のちに、ラウラ・モランテ主演の映画『海の花 À Flor do Mar』（1986年）がサルソマッジョーレ映画祭で上映され、審査員特別賞を受賞。モンテイロは『黄色い家の記憶 Recordações da Casa Amarela』を引っさげて、1989年、ヴェネツィア国際映画祭に帰ってきた（第51回）。同作は大詩人ジョアン・ド・デウシュ（João de Deus）と同名のキャラクターを導入した最初の映画である。1992年には、フェビエンヌ・バーブ主演の映画『ラスト・ダイビング O Último Mergulho - esboço de filme』を撮る。
『ジェラートの天国 A Comédia de Deus』（第57回ヴェネツィア国際映画祭、1995年）、『神の結婚  As Bodas de Deus』（第52回カンヌ国際映画祭、1999年）、『白雪姫 Branca de Neve』（第62回ヴェネツィア国際映画祭、2000年）)、そして『行ったり来たり Vai e Vem』（第56回カンヌ国際映画祭、2003年）が彼の最後の仕事である。『Branca de Neve』は、映画の全体がスクリーンの裏側であるという事実について高度に議論の余地のある映画であった。同作はテクストと音響に固執した作品であった。
2003年2月3日、リスボンにて癌で死去。64歳没。作品を連打している時期の死である。日本ではポルトガル映画祭や、シネフィル・イマジカでの放映（『ジェラートの天国』）などで紹介されている。またフランスでは11枚組のDVDボックスが発売されている。

## 美学
彼の作品は、論争的であり分類するのがむずかしく、風刺や皮肉であっても、ときに「映画詩」と同一視されるほど抒情詩的なクォリティをもっている。彼は多くの自作に出演し主人公を演じており、自叙伝的なレファレンスとみなされる。作品群のクォリティは、ポルトガル国内外の批評や学者たちの研究の対象であり、マノエル・ド・オリヴェイラとならんでもっとも重要なポルトガル人監督であるということは、満場一致で認められることである。

## フィルモグラフィ

### 監督
- ソフィア・デ・メロ・ブレイナー・アンデルセン Sophia de Mello Breyner Andersen　ドキュメンタリー　(1969)
- Quem Espera por Sapatos de Defunto Morre Descalso　短篇　(1971)
- 映画的施しの断片 Fragmentos de um Filme-Esmola: A Sagrada Família　(1972)
- 私はこの兵力で何をするの Que Farei com Esta Espada?　(1975)
- Amor de Mãe　(1975)
- 二人の兵士 Os Dois Soldados　短篇　(1978)
- 細い道 Veredas　(1978)
- 三つの甘い恋 O Amor das Três Romãs　短篇　(1979)
- 富める人と貧しい人 O Rico e o Pobre　短篇　(1979)
- シルヴェストレ Silvestre　(1982)　※第43回ヴェネツィア国際映画祭
- 海の花 À Flor do Mar　(1986)　監督・出演　※サルソマッジョーレ映画祭審査員特別賞
- 黄色い家の記憶 Recordações da Casa Amarela　(1989)　監督・出演　※第46回ヴェネツィア国際映画祭
- Conserva Acabada　(1990)　監督・出演
- ラスト・ダイビング O Último Mergulho　(1992)
- ア・ウォーク・ウィズ・ジョニー・ギター Passeio com Johnny Guitar　短篇　(1995)　監督・出演
- Lettera amorosa　短篇　(1995)　監督・出演
- O Bestiário ou o Cortejo de Orpheu　短篇　(1995)　監督・出演
- ジェラートの天国（神の喜劇）  A Comédia de Deus　(1995)　監督・出演　※第52回ヴェネツィア国際映画祭
- J.W.の腰つき Le Bassin de John Wayne　(1997)　監督・出演
- 神の結婚 As Bodas de Deus (1999)　監督・出演　※第52回カンヌ国際映画祭
- 白雪姫 Branca de Neve　(2000)　※第62回ヴェネツィア国際映画祭
- 行ったり来たり Vai e Vem　(2003)　監督・出演　※第56回カンヌ国際映画祭（遺作）

### 出演のみ
- 破滅の愛 Amor de Perdição　(1979)　監督マノエル・ド・オリヴェイラ
- A Estrangeira　(1983)　監督ジョアン・マリオ・グリロ（João Mário Grilo）
- Doc's Kingdom　(1987)　監督ロバート・クレイマー
- Relação Fiel e Verdadeira　(1989)　監督マルガリーダ・ジル（Margarida Gil）
- Paroles　(1992)　監督Anne Benhaïem
- Rosa Negra（黒いバラ）　(1992)　監督マルガリーダ・ジル

## 書籍
- Corpo Submerso　(1959)
- Morituri te Salutant　(1974)
- Le Bassin de John Wayne　(1998)
- As Bodas de Deus　(1998)
- Uma Semana Noutra Cidade　(1999)

## 関連文献
- Autobiography